# Лаландель, Гийом Жозеф Габриэль де
Гийом Жозеф Габриэль де Лаландель (фр. Guillaume-Joseph-Gabriel de La Landelle; 1812—1886) — французский писатель.

## Биография

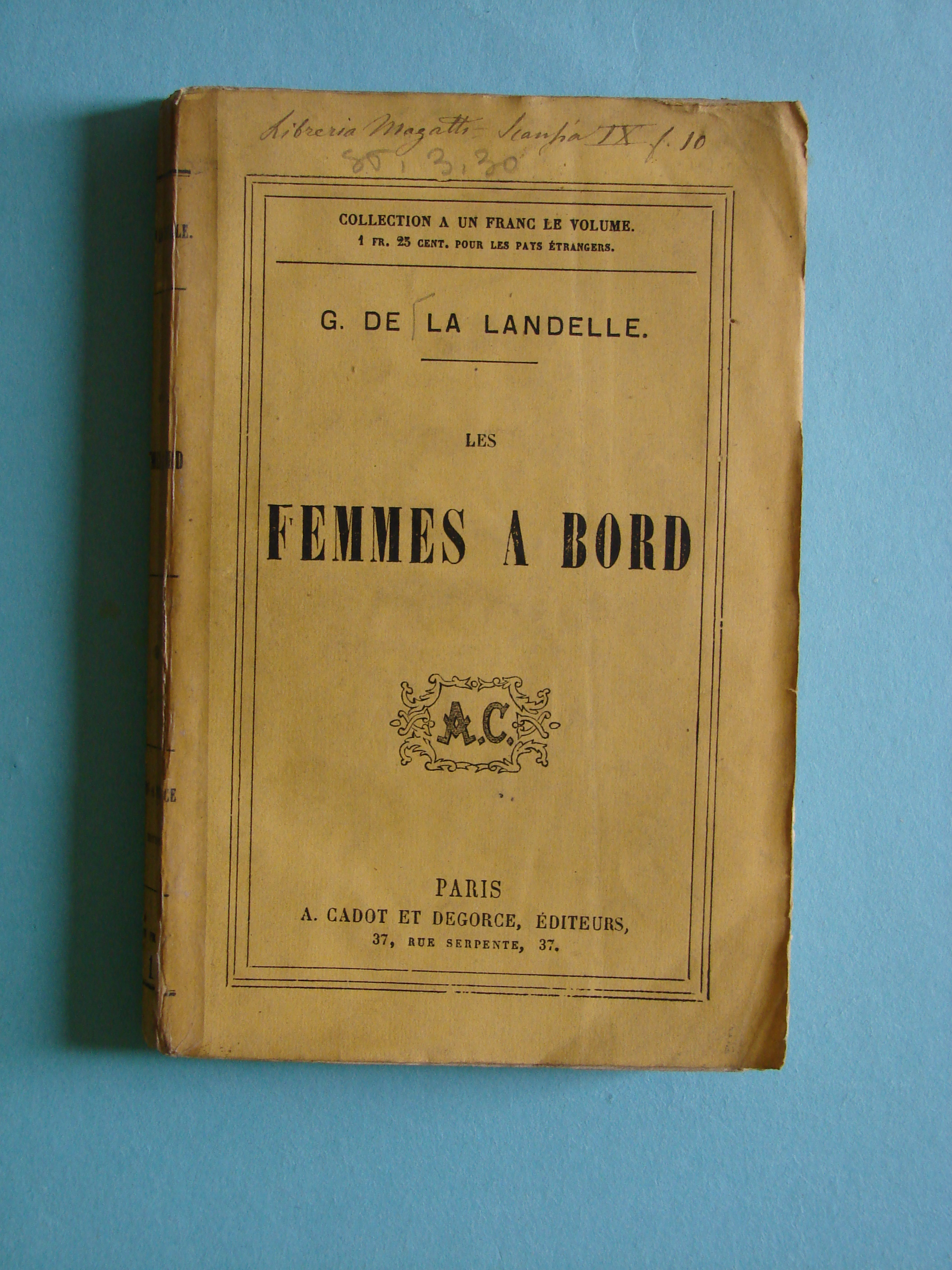
«Женщины на борту», éd. В. Cadot и Degorce, Париж (1882)

Был на морской службе; писал романы, в которых описываются морские нравы и морские войны: «La Gorgone», «Frise-Poulet», «Couronne navale», «Haine à bord» и др. Помимо этого Лаландель написал: «Réponse à la note (du prince de Joinville) sur l'état des forces navales de la France», «Le Langage des marins» и др.